# Bobo (cheval)
Pour les articles homonymes, voir Bobo.
Le Bobo est une race de poneys originaire du Burkina Faso, semblable aux races Minianka et Koniakar du Mali. Ces poneys légers présentent tous le modèle du cheval Barbe d'Afrique de l'Ouest, ainsi qu'une résistance naturelle à la trypanosomiase africaine. Ils sont vraisemblablement présents dans la région urbaine de Bobo-Dioulasso. 

## Histoire
La race doit probablement son nom à la région de Bobo-Dioulasso. Elle est également connue sous le nom de « Bobodi » ou « Boboli ». Ces chevaux sont méconnus. Le guide Delachaux & Niestlé (2014), intitulé Tous les chevaux du monde et présenté comme exhaustif, ignore le Bobo, le Min(i)anka et le Koniakar. En revanche, la base de données DAD-IS et l'encyclopédie de CAB International, plus sérieuses, lui consacrent une entrée. L'étude de l'Université de l'Oklahoma (Hendricks, 2007) signale l'existence de cette race sous le nom de « Bobo » mais n'en fournit aucun descriptif, faute d'information. Le dictionnaire des sciences animales du CIRAD signale les poneys Bobo (Burkina Faso), Min(i)anka et Koniakar (Mali) comme appartenant à un même type dans une même niche écologique, souvent croisés.

## Description
Les Bobo présentent le type du « poney barbe » d'Afrique de l'Ouest. L'animal est réputé bien bâti, le Cirad attribuant une taille de 1,20 m à 1,35 m au Minianka du Mali, pour un poids de 200 kg ; le Koniakar de la région de Kayes serait haut de 1,35 m à 1,40 m, pour environ 250 kg.
La robe est souvent blanche.
Ces chevaux sont probablement résistants à la trypanosomiase africaine.

## Utilisations
Ces poneys sont employés sous la selle.

## Diffusion de l'élevage
L'étude menée par l'Université d'Uppsala, publiée en août 2010 pour la FAO, signale le Bobo comme race de chevaux locale africaine dont le niveau de menace est inconnu. Le niveau de menace sur la race n'est pas non plus renseigné dans la base de données DAD-IS, qui ne fournit aucun relevé d'effectifs. 
Un groupe de chercheurs burkinabés signale la présence d'éleveurs de chevaux dans la zone urbaine de Bobo Dioulasso (2016), qui sont fournis en fourrage récoltés en milieu naturel pour nourrir leurs bêtes. Les chevaux sont communs dans les rues de Ouagadougou.